# ヴィコルンゴ
ヴィコルンゴ（伊: Vicolungo）は、イタリア共和国ピエモンテ州ノヴァーラ県にある、人口約900人の基礎自治体（コムーネ）。

## 地理

### 位置・広がり
| 隣接するコムーネは以下の通り。括弧内のVCはヴェルチェッリ県所属を示す。 - アルボーリオ (VC) - ビアンドラーテ - カザレッジョ・ノヴァーラ - ランディオーナ - マンデッロ・ヴィッタ - レチェット - サン・ピエトロ・モゼッツォ |